# Schi acrobatic la Jocurile Olimpice de iarnă din 2022 - schi half-pipe (feminin)
Proba de schi acrobatic, schi half-pipe feminin de la Jocurile Olimpice de iarnă din 2022 de la Beijing, China a avut loc pe 17 și 18 februarie 2022 la Genting Snow Park.

## Program
Orele sunt orele Chinei (ora României + 6 ore).
| Dată         | Ora                              | Rundă                                        |
| ------------ | -------------------------------- | -------------------------------------------- |
| 17 februarie | 9:30–10:19 10:21–11:10           | Calificări cursa 1 Calificări cursa 2        |
| 18 februarie | 9:30–9:55 9:57–10:22 10:24–10:49 | Finala cursa 1 Finala cursa 2 Finala cursa 3 |

## Calificări
C — Calificare în finală
Primele 12 sportive s-au calificat în finală.
| Loc | Nr. de concurs | Ordine | Nume               | Țară                       | Manșa 1 | Manșa 2 | Cel mai bun rezultat | Note |
| --- | -------------- | ------ | ------------------ | -------------------------- | ------- | ------- | -------------------- | ---- |
| 1   | 1              | 3      | Gu Ailing          | China                      | 93,75   | 95,50   | 95,50                | C    |
| 2   | 3              | 2      | Rachael Karker     | Canada                     | 88,50   | 89,50   | 89,50                | C    |
| 3   | 8              | 9      | Kelly Sildaru      | Estonia                    | 87,50   | NS      | 87,50                | ,    |
| 4   | 2              | 5      | Zoe Atkin          | Marea Britanie             | 85,25   | 86,75   | 86,75                | C    |
| 5   | 6              | 15     | Zhang Kexin        | China                      | 77,50   | 86,50   | 86,50                | C    |
| 6   | 4              | 4      | Cassie Sharpe      | Canada                     | 86,25   | 79,00   | 86,25                | C    |
| 7   | 9              | 16     | Li Fanghui         | China                      | 84,75   | 19,25   | 84,75                | C    |
| 8   | 7              | 8      | Brita Sigourney    | Statele Unite ale Americii | 80,50   | 84,50   | 84,50                | C    |
| 9   | 5              | 1      | Hanna Faulhaber    | Statele Unite ale Americii | 84,25   | 82,00   | 84,25                | C    |
| 10  | 12             | 17     | Carly Margulies    | Statele Unite ale Americii | 79,00   | 82,25   | 82,25                | C    |
| 11  | 15             | 13     | Amy Fraser         | Canada                     | 75,25   | 75,75   | 75,75                | C    |
| 12  | 13             | 20     | Sabrina Cakmakli   | Germania                   | 71,50   | 36,50   | 71,50                | C    |
| 13  | 10             | 18     | Devin Logan        | Statele Unite ale Americii | 71,00   | 62,00   | 71,00                |      |
| 14  | 17             | 7      | Alexandra Glazkova | COR                        | 67,00   | 69,25   | 69,25                |      |
| 15  | 14             | 19     | Saori Suzuki       | Japonia                    | 68,75   | 66,25   | 68,75                |      |
| 16  | 16             | 6      | Wu Meng            | China                      | 12,50   | 67,75   | 67,75                |      |
| 17  | 20             | 10     | Kim Da-eun         | Coreea de Sud              | 44,50   | 45,50   | 45,50                |      |
| 18  | 18             | 14     | Chloe McMillan     | Noua Zeelandă              | 41,75   | 43,50   | 43,50                |      |
| 19  | 21             | 12     | Anja Barugh        | Noua Zeelandă              | 38,50   | 12,25   | 38,50                |      |
| 20  | 11             | 11     | Jang Yu-jin        | Coreea de Sud              | 3,75    | 4,25    | 4,25                 |      |

## Finala
| Loc | Nr. de concurs | Ordine | Nume             | Țară                       | Manșa 1 | Manșa 2 | Manșa 3 | Cel mai bun rezultat |
| --- | -------------- | ------ | ---------------- | -------------------------- | ------- | ------- | ------- | -------------------- |
| 1   | 1              | 12     | Gu Ailing        | China                      | 93,25   | 95,25   | 30,00   | 95,25                |
| 2   | 4              | 7      | Cassie Sharpe    | Canada                     | 89,00   | 90,00   | 90,75   | 90,75                |
| 3   | 3              | 11     | Rachael Karker   | Canada                     | 87,75   | 85,25   | 38,00   | 87,75                |
| 4   | 8              | 10     | Kelly Sildaru    | Estonia                    | 80,25   | 87,00   | 85,00   | 87,00                |
| 5   | 9              | 6      | Li Fanghui       | China                      | 81,75   | 86,50   | 16,75   | 86,50                |
| 6   | 5              | 4      | Hanna Faulhaber  | Statele Unite ale Americii | 85,25   | 84,50   | 19,00   | 85,25                |
| 7   | 6              | 8      | Zhang Kexin      | China                      | 78,75   | 25,75   | 3,25    | 78,75                |
| 8   | 15             | 2      | Amy Fraser       | Canada                     | 75,25   | 35,75   | 11,00   | 75,25                |
| 9   | 2              | 9      | Zoe Atkin        | Marea Britanie             | 18,75   | 10,75   | 73,25   | 73,25                |
| 10  | 7              | 5      | Brita Sigourney  | Statele Unite ale Americii | 70,75   | 60,00   | 12,25   | 70,75                |
| 11  | 12             | 3      | Carly Margulies  | Statele Unite ale Americii | 24,75   | 1,75    | 61,00   | 61,00                |
| 12  | 13             | 1      | Sabrina Cakmakli | Germania                   | 40,00   | 54,00   | 42,75   | 54,00                |